# کوولارساری
کوولارساری (به ترکی آذربایجانی: Qovlarsarı) یک منطقه مسکونی در جمهوری آذربایجان است که در شهرستان ساموخ واقع شده است. کوولارساری ۱۲۹۸ نفر جمعیت دارد.